# Administration de la Marine royale française
La Marine royale française a connu au XVIIe siècle une évolution décisive en raison de l'affirmation d'un État monarchique fort. Cette transformation ne s'est pas faite sans soubresauts à l'image des efforts ruinés de Richelieu, quelques années après sa mort, lors de la Fronde (1648-1653).
Après les réformes de Colbert, son fils poursuit son travail et l'ordonnance de 1689 vient parachever l'œuvre entreprise à partir des années 1660.
Cette ordonnance fixe pour longtemps les cadres et les principes de gestion de la marine qui ne seront remis en cause qu'en 1765 (ordonnance de Choiseul). Dès lors, la marine est confiée à un corps d'officiers civils appelés officiers de plume. Ce corps est hiérarchisé depuis les écrivains ordinaires jusqu'aux intendants de la marine.
Parmi ces officiers, certains se distinguent soit par leurs services (Bégon, Girardin de Vauvré), soit par leur rôle en matière de réformes (Usson de Bonrepaus), soit enfin par leur position familiale stratégique (Beauharnais, Colbert du Terron).

## Élaboration des cadres administratifs sous Louis XIII (1610-43) et Louis XIV (1643-1715)
Henri IV (1589-1610) disposait en 1605 de 70 commissaires de la marine. Ils étaient 50 en 1749 sous Louis XV (1715-1774). À près de cent cinquante ans d’intervalle, la relative constance de ce chiffre pourrait laisser penser que dès le début du XVIIe siècle, la marine des Bourbons a déjà trouvé une organisation stable. Ce serait faire fi des 133 commissaires de Louis XIII en 1620 ou bien de la remise à plat des effectifs de la marine par l’introduction de la vénalité des charges sous Louis XIV (cent places de commissaires). Ce serait encore oublier que les commissaires du XVIIIe siècle sont placés sous les ordres d’intendants de la marine qui n’existent toujours pas au temps d’Henri IV.
En réalité, la construction administrative de la marine royale a été lente, complexe et mouvementée. Certes, il est possible de constater sur la longue durée une tendance de fond qui, selon l’expression de Michel Vergé-Franceschi, correspond à la « royalisation » de l’institution, et qu’il faut mettre en rapport avec « l’affirmation de l’État absolu » (Joël Cornette). Pour bien appréhender cette évolution, laissons de côté les commissaires et revenons à ces intendants de la marine inexistants au tout début du XVIIe et si indispensables au XVIIIe siècle. En effet, au temps de Louis XV les intendants constituent la pièce maîtresse du système administratif de la marine, intermédiaires vitaux entre Versailles et les grands ports de guerre. Or, les intendants ne sont pas une création spécifique à la marine, ce qui oblige à se demander pourquoi et comment un tel personnage a pu devenir la pièce essentielle de l’administration maritime.
À l’origine de l’institution des intendants, il y a la volonté monarchique de mieux contrôler le royaume, et c’est sous le règne d’Henri II (1547-1559) qu’ils apparaissent sous une forme embryonnaire (capitaine de justice, superintendant des finances recrutés dans la robe longue). Dès lors, la fonction connaît un long processus de transformation avant de trouver, vers 1690, la forme achevée d’intendant de police, justice et finances. Au cours de cette évolution et pour ce qui concerne plus précisément notre sujet, intervient une étape fondamentale sous le règne de Louis XIII avec ce que Bernard Barbiche appelle le « système de la double commission ».
Deux types d’intendants se dégagent alors : ceux de province (hors de notre propos) et ceux chargés de seconder les chefs militaires pour la justice et la logistique. On commence à comprendre par cette distinction entre des fonctions purement territoriales d’un côté, et techniques de l’autre, comment les intendants ont été insérés dans différents corps royaux tels que l’armée d’abord, la marine ensuite.
Il faut donc bien envisager l’introduction des intendants dans la marine comme étant l’une des conséquences multiples de « l’affirmation de l’État absolu » dans le but de mettre fin au caractère féodal de l’institution : au début du XVIIe siècle en effet, l’Amiral de France n’a d’autorité que sur les côtes du ressort du Parlement de Paris (grossièrement la Normandie et la Picardie). Cette royalisation de la marine commence avec le cardinal de Richelieu (1585-1642) mais demeure inachevée et même ruinée après le brutal fléchissement de l’autorité monarchique lors de la Fronde. Colbert (1619-1683) s'est attaché quant à lui, à restaurer la marine royale et à lui donner des cadres modernes et centralisés.

### La pensée et l'action unificatrices de Richelieu

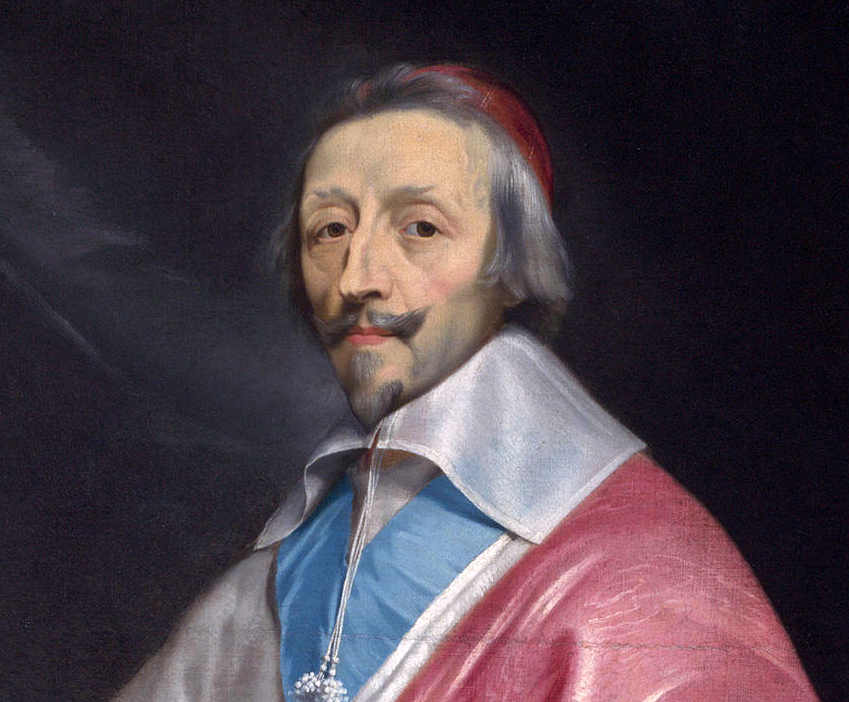
Armand-Jean du Plessis, duc de Richelieu, principal ministre de Louis XIII de 1624 à 1642.

Lorsque Richelieu parvient aux affaires (1624), la situation maritime du point de vue politique est défavorable. La Rochelle, protestante, soutenue par l'Angleterre, fomente des troubles ce qui conduit au siège de la ville en 1628. En outre, la plupart des marins sont également de religion réformée (les Duquesne de Dieppe, les Gabaret de La Rochelle). Autrement dit, la marine échappe au contrôle royal.
L'ambition de Richelieu est donc de donner davantage de moyens à la monarchie. Pour ce faire, il va commencer par unifier les charges ayant autorité et pouvoir sur la marine. En effet, la situation est pour le moins complexe: l'amiral de France doit compter sur les prérogatives des Amiraux de Bretagne, de Guyenne et de Provence d'une part, mais aussi sur celles du général des Galères. On distingue plusieurs étapes dans l'action cardinalice:
- Le roi crée pour lui la charge d'une grande maîtrise et surintendance générale de la navigation et commerce de France (juillet, août, et octobre 1626). Cette création permet de supprimer l'amirauté de France (janvier 1627). Au mois de mars suivant, il prend le titre de Grand maître, chef et surintendant général des mers, navigation et commerce.
- Il s'attache ensuite à résoudre le problème posé par l'existence des Amirautés des autres provinces:

1. Dès 1626, il obtient la démission du duc de Montmorency, Amiral de Guyenne, qui reçoit en guise de dédommagement 1 200 000 livres tournois.
2. En 1629, il obtient le même résultat auprès du duc de Guise, Gouverneur et Amiral de Provence, moyennant 900 000 livres tournois.
3. seule la Bretagne marque son refus par l'intermédiaire de ses États. Le gouvernement de Bretagne, donc l'Amirauté, est alors retiré au duc de Vendôme (1626). La Bretagne offre donc le cas particulier d'être indépendante. Richelieu n'a d'autorité en matière maritime qu'en tant que gouverneur et non en tant que Grand maître, chef et surintendant général des mers, navigation et commerce.

Entre 1626 et 1629, Richelieu a donc concentré toutes les charges féodales et royales entre ses mains. En considérant la date de son accession au pouvoir (1624), il est possible de conclure que la marine fut l'une de ses priorités. Sa volonté politique marque l'affirmation de la puissance française dans les opérations militaires navales des années 1630.
Pour mener à bien sa politique, Richelieu a orienté son action dans plusieurs directions.
En matière d'encadrement, il crée les chefs d'escadre (1626) et les intendants des armées navales (1627). Les premiers ont en charge le commandement militaire des opérations, les seconds ont la charge financière des escadres. L'ensemble est codifié par le règlement du 29 mars 1631. Ce moment est décisif puisqu'apparaît la distinction entre les militaires d'un côté (chefs d'escadre, capitaines), et les administrateurs civils de l'autre (intendants, commissaires).
Richelieu a également été le premier à vouloir former de jeunes gens en matière de navigation en créant Seize gentilshommes (octobre 1626). L'année suivante, il fonde les Gardes du grand-maître (1627-1669).
Le cardinal s'intéresse également au développement outre-mer et confie la mise en valeur de la Nouvelle-France à une compagnie commerciale (Compagnie de Nouvelle-France dite Compagnie des Cent-Associés, avril 1627).
Enfin, le rapprochement diplomatique avec la Suède, permet à la France de se procurer des fournitures navales qui lui faisaient défaut (traité de Bärwald, 13 janvier 1631) comme des agrès, des mâts, des canons, du cuivre et du chanvre en échange d'un million de livres par an.

### Les réformes de Colbert

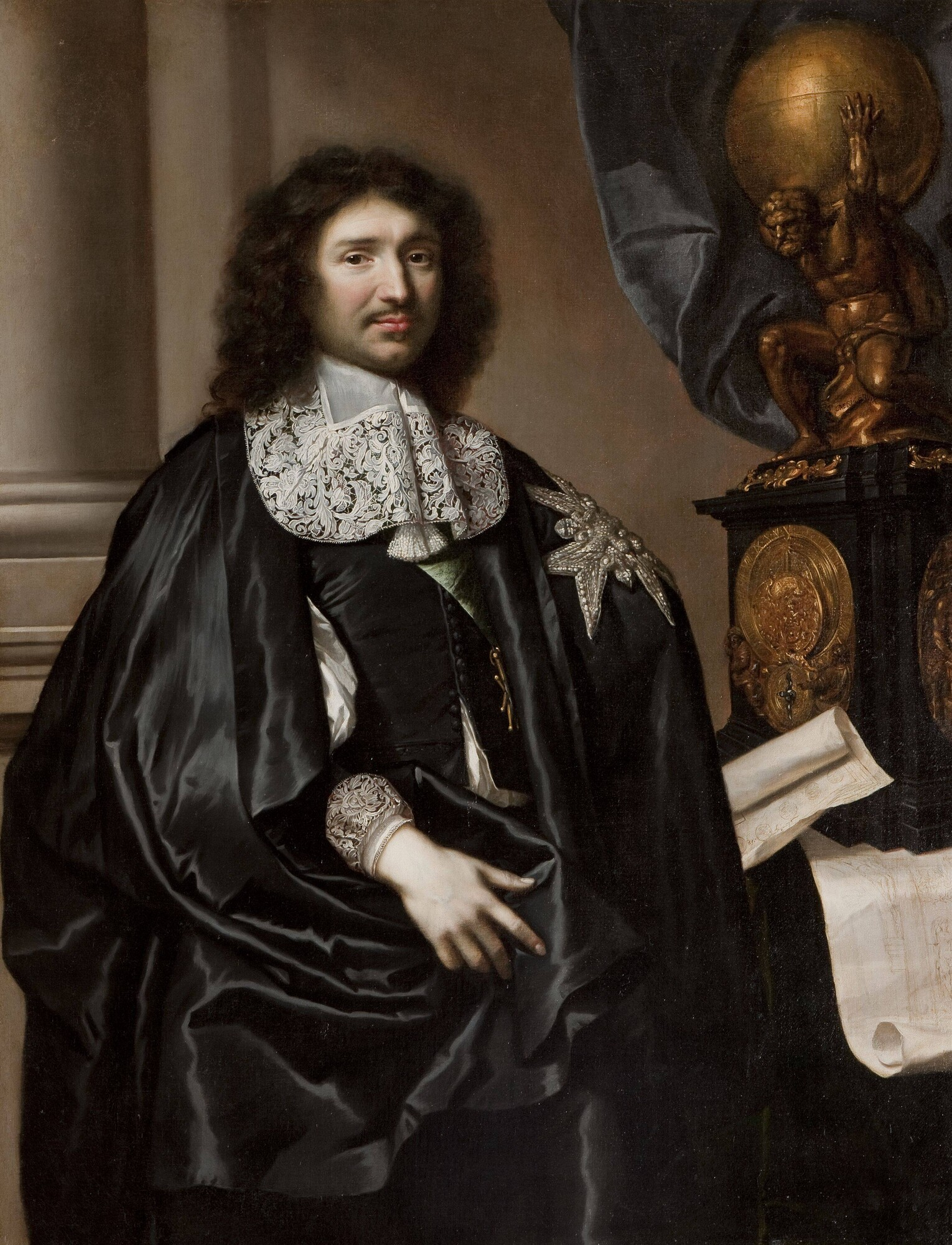
Jean-Baptiste Colbert (1619-1683) prend en main les destinées de la marine royale de 1661 à sa mort. Tableau de Claude Lefèbvre, 1666 (Versailles, musée national du château et des Trianons).

Colbert devient secrétaire d'État de la marine en 1669, mais en réalité il s'occupait des affaires relatives à ce sujet bien avant l'obtention de sa charge officielle : 

« Mon cousin, ayant ordonné au sieur Colbert de continuer à prendre soin de toutes les affaires de la marine, je vous fais cette lettre pour vous dire que mon intention est que vous lui donniez dorénavant entière créance sur tout ce qu'il vous écrira de ma part sur cette matière »

— Lettre de Louis XIV au duc de Beaufort, 1665.
L'influence de Colbert est donc officieuse dans les années 1660. Son accession officielle à la direction des affaires maritimes se fait en plusieurs temps:
1. D'abord, il achète la charge de secrétaire d'État de la Maison du roi (février 1669).
2. Puis, un règlement du 7 mars suivant, attribue à sa charge la marine, les galères, la compagnie des Indes, le commerce intérieur (« du dedans ») et extérieur (« du dehors »). De jure, il devient secrétaire d'État de la marine.
3. la mort du duc de Beaufort, Grand-maître de la navigation, au siège de Candie (25 juin 1669) rend la place vacante ce qui permet de la supprimer (12 novembre 1669). Les héritiers du duc reçoivent en dédommagement 166 000 livres tournois[6].

Colbert a dorénavant les mains libres même si la charge d'amiral de France est rétablie (également le 12 novembre 1669). En effet, celle-ci est confiée au petit comte de Vermandois, âgé de deux ans, fils naturel de Louis XIV et de mademoiselle de la Vallière. Et lorsqu'il meurt à son tour (1683), elle est de nouveau transmise à un enfant, né des amours avec la marquise de Montespan, le comte de Toulouse (cinq ans).
Fort de l'appui du roi, Colbert entreprend de nombreuses réformes. Il s'appuie sur ce qu'avait créé Richelieu pour le transformer, dans le sens d'une rationalisation des structures, des effectifs et des moyens. Colbert sait aussi créer quand il s'agit de moderniser l'administration centrale (apparition de bureaux ministériels) et de recruter des matelots (système des classes).
Les transformations apportées concernent le redéploiement des intendants. Cette fonction, autrefois attachée à une escadre, se stabilise. Après la mise en place d'un intendant du Levant (1659), Colbert crée une intendance du Ponant (1666) destinée à soutenir le développement de l'arsenal qu'il fait construire à Rochefort. Mais cette organisation administrative littorale (Atlantique d'un côté, Méditerranée de l'autre) laisse vite la place à une organisation portuaire. L'intendance du Levant comptait déjà deux intendants: l'un à Toulon (pour la marine, c'est-à-dire les navires à voiles), et l'autre à Marseille (intendant général des galères, pour les navires à rames). Puis s'y ajoutent l'intendance de Rochefort (1669), de Brest (1674), du Havre (1680) et de Dunkerque (1683). Quelques intendants spéciaux sont créés pour des ressources stratégiques :
- 1683 : l'intendant général des classes (pour l'enrôlement des matelots sur les navires du roi) qui devient en 1692 intendant des classes ;
- 1687 : l'intendant des bois pour la marine (pour la construction navale) ;
- 1687 : l'intendant des poudres et salpêtres (munitions pour l'artillerie); supprimé en 1707.

L'ensemble de ces ports rassemble le personnel d'administration, hiérarchisé en intendants, commissaires et écrivains. Leurs attributions sont larges: construction et entretien des navires, armement des flottes, levée des équipages, gestion des finances et des soldes, adjudications de marchés, etc.
La véritable nouveauté dans l'œuvre entreprise par Colbert, réside dans l'institution de bureaux centraux à Versailles. Face à la complexité croissante des affaires et à la volonté du ministre de gérer tout ce qui avait trait de près ou de loin à la marine, au commerce et aux colonies, le secrétaire d'État s'est entouré de bureaux ministériels ayant chacun une spécialité et à sa tête un premier commis.
Le premier bureau central est créé le 1er janvier 1676; il s'agit du bureau du Levant confié au sieur de Joncoux. Le second bureau est créé le 1er janvier 1678, et placé sous la direction de Clairambault l'aîné, cousin par alliance de Colbert. Le troisième bureau (Bureau des classes) est créé le 10 juin 1683, peu avant la mort du secrétaire d'État de la marine (6 septembre 1683), et confié à François d'Usson de Bonrepaus.
Cet embryon d'administration centrale (trois bureaux consacrés à la Méditerranée, aux finances et aux matelots) se développe rapidement sous la direction du fils de Colbert, le marquis de Seignelay. Quatre bureaux sont créés en 1687 portant le total à sept: bureau des fonds, bureau du Levant, bureau des classes, bureau des ports et du Ponant, bureau des consulats d'Espagne, de Portugal et d'Italie, bureau des colonies et bureau de l'examen des comptes.
Le système des classes est aussi la grande nouveauté en matière d'administration maritime. En effet, la marine à voiles a besoin d'une grande quantité de matelots pour hisser ou baisser les voiles. Lorsque la marine royale se développe, elle réquisitionne les matelots de force. Pour l'éviter, un système des classes est imaginé dont le développement est confié à François d'Usson de Bonrepaus. Il s'agit d'une sorte de service militaire en mer, obligatoire pour les populations littorales et fluviales. Chaque homme est appelé à servir à tour de rôles sur les vaisseaux du roi contre le paiement d'une solde (la moitié est versée avant le départ, l'autre au retour). Pour obtenir l'adhésion des populations (qui préfèrent naviguer pour le commerce plutôt que pour la marine royale), la monarchie accorde des privilèges aux matelots. L'édit du 22 septembre 1673 crée les invalides de la marine. Il s'agit d'une caisse de secours mutuels alimentée par des cotisations prélevées sur la solde. Un matelot peut toucher une pension s'il se blesse en mer. S'il meurt, sa veuve peut également obtenir un secours.
L'ensemble des réformes menées depuis les années 1660 sont codifiées à partir des années 1680. Une ordonnance sur la marine marchande est promulguée (août 1681) tandis qu'une autre, pour la marine militaire, est établie en avril 1689.

### L'ordonnance d'août 1681
L'ordonnance de 1681 concerne la marine marchande.

### L'ordonnance du 15 avril 1689
L'ordonnance de 1689 concerne les armées navales et les arsenaux de marine. Ce texte est une synthèse de tous les édits, ordonnances, arrêts et règlements antérieurs. Elle est constituée de XXIII livres, eux-mêmes composés de Titres subdivisés en articles.
Les parties qui concernent l'administration et les administrateurs de la marine sont les suivantes :
- Livre I — Du pouvoir, fonctions et devoirs des officiers des armées navales
- Titre IV : De l'intendant des armées navales
- Titre VI : Du commissaire général à la suite des armées navales
- Titre IX : De l'écrivain du roi sur les vaisseaux

- Livre IV — De la justice de guerre, des peines et de la police sur les vaisseaux
- Titre III : De la police sur les vaisseaux

- Livre VIII — De l'enrôlement, levée, distribution, payement et récompense des officiers mariniers, matelots et autres gens servant sur les vaisseaux de Sa Majesté
- Titre I : De l'enrôlement des officiers mariniers, matelots et gens de mer
- Titre II : De la levée des officiers mariniers et matelots, et de leur distribution sur les vaisseaux de Sa Majesté
- Titre V : Des fonctions des commissaires préposés à l'enrôlement des matelots
- Titre VI : Des écrivains et commis des classes des matelots

- Livre X — Des vivres
- Titre IV : Du commissaire ayant inspection sur les vivres dans le port

- Livre XII — Des fonctions des officiers de port
- Titre I : De l'intendant
- Titre II : Des commissaires ordinaires employés dans un arsenal
- Titre IV : Du contrôleur
- Titre V : Du garde-magasin
- Titre VI : Des écrivains du roi

- Livre XXIII — De la visite, conservation et coupe des bois et forêts des particuliers, propres pour la marine
- Titre I : De la visite et conservation des bois et forêts
- Titre II : De la coupe des bois et forêts

## Les différents grades au sein de l'administration de la marine (1689-1765)

### Les écrivains de la marine
Les écrivains de la marine sont nommés par le roi qui leur délivre un brevet. Ce brevet est enregistré par le bureau du contrôle de la marine du lieu où l'écrivain a été nommé. Les écrivains de la marine se répartissent en trois catégories: les écrivains ordinaires, les écrivains généraux et les écrivains principaux.

#### Les écrivains ordinaires
Les écrivains ordinaires forment la masse des employés aux écritures. L’on en dénombre 52 à Rochefort en 1744 (sur un total de 105 officiers de plume). Un écrivain est absent toute l’année (Bourjoly) et un autre est nommé commis des classes à partir de la fin de l’année (Grenot).
Les tâches de l'écrivain consistent à prendre note de tout: compter les matériaux de construction (bois, fer, cordes…), les deniers (les dépenses, les recettes), les hommes (les gens de mer appelés au service du roi, les ouvriers, les soldats à embarquer…), les marchandises (boissons, farine, légumes, poudre…). Ils dressent des rôles qui sont mis en forme (c'est-à-dire au propre) afin d'être compilés dans des registres. Ces registres permettent de faire la synthèse de l'activité d'un bureau ou d'un détail du port. Les informations sont collectées et transmises à l'intendant. Lui-même peut ensuite avertir le secrétaire d'État de l'état d'avancement des travaux, d'un armement, d'une construction, etc. C'est à partir de ces données que les bureaux centraux de la marine prennent leurs décisions et qu'ils les répercutent, après avoir reçu l'aval du ministre, vers les ports et arsenaux.
Ce travail d'écriture représente une masse considérable d'efforts: à une époque où la sauvegarde informatique et les photocopies sont impossibles, il faut tout noter en double, voire en triple exemplaire afin de pouvoir contrôler n'importe quel service en cas de dysfonctionnement ou de malversations, ou tout simplement pour arrêter l'état des dépenses en fin d'année par rapport aux dépenses projetées en début d'année. Ce travail de surveillance interne est confié à des contrôleurs de la marine qui ont rarement le grade d'écrivain mais plus souvent celui de commissaire ordinaire.

#### Les écrivains généraux
Les écrivains généraux sont peu nombreux : deux seulement occupent cette place en 1744 à Rochefort. Un mémoire du commissaire ordinaire Ruis-Embito en date de 1750 se révèle instructif sur ces écrivains dont nous savons finalement peu de choses. Selon lui, les écrivains généraux ne remplissent les fonctions auxquelles ils devraient être assignés, se réduisant simplement à faire l’appel des ouvriers et à vérifier les rôles des écrivains ordinaires.

Après ces constatations, il décrit ce que devrait être leur véritable fonction, à savoir instruire les écrivains ordinaires de toutes les parties de leur métier mais aussi les obliger au bon ordre et à la discipline. Il s’agirait donc d’un formateur.

L’auteur ajoute que ce grade souffre également d’un manque de considération car ils sont regardés « comme la récompense des anciens services de gens bornés ou qui par diverses circonstances ne peuvent pas prétendre d’autre avancement ». Il semble donc que les écrivains généraux doivent regarder leur position comme définitivement arrêtée au sein de la hiérarchie sans possibilité d'évolution de carrière.

#### Les écrivains principaux
En revanche, les écrivains principaux peuvent aspirer au grade de commissaire ordinaire. Il y a quatorze écrivains principaux à Rochefort en 1744 dont un meurt au cours de l’année tandis qu’un autre devient commissaire ordinaire. Selon le mémoire De la constitution de la Plume d’octobre 1759, le grade d’écrivain principal, à l’origine, n’était pas prévu, mais son utilité ne semblait faire aucun doute : « Quoique l’Ordonnance de 1669 ne fasse pas mention d’écrivains principaux, il n’est pas moins constant qu’il en existoit alors et qu’ils étoient à la tête des écrivains ordinaires comme chefs de détails sous les ordres des commissaires, mais n’ayant aucune autre fonction que celle de distribuer le travail aux écrivains […]. […] Il falloit des chefs d’écrivains pour les diriger et pour répondre en l’absence des commissaires. […] On aura que de bons sujets pour premiers écrivains et ce sera même un moyen d’exciter le travail et l’émulation. »
Le grade d’écrivain principal « a été créé par une ordonnance du 4 avril 1681». Ce dernier exécute les directives du commissaire ; il n’a aucun pouvoir d’initiative mais simplement un rôle de répartition des tâches. Ce grade constitue un marchepied vers celui de commissaire dans le but de favoriser l’implication des écrivains dans leur travail. Ce peut être une manière de justifier une hiérarchie entre les écrivains, afin de permettre aux plus anciens de se placer favorablement dans la course au grade de commissaire ; ce grade jouant, en somme, le rôle de « salle d’attente ».

### Les commissaires de la marine
Les commissaires de la marine sont nommés par le roi qui leur délivre une commission. Tout comme les écrivains, elle doit être enregistrée par le bureau du contrôle de la marine afin qu'elle devienne effective. On distingue les commissaires ordinaires et les commissaires généraux.

#### Les commissaires ordinaires
Les commissaires ordinaires sont des officiers établis par l’intendant à la tête d’un ou plusieurs détails du service. Comme l’intendant par rapport au ministre, le commissaire ordinaire est l’interface entre le service dont il a la responsabilité et l’intendant. Il dirige, coordonne, surveille, le détail dont il est chargé afin que les ordres donnés par l’intendant soient le plus promptement exécutés. Pour cela, il dispose d’écrivains de la marine.
Les détails sont variés et peuvent même être multiples (un commissaire peut avoir la charge de plusieurs détails). Ainsi on trouve des détails pour la construction (celui qui traite de la construction des navires et de leurs réparations), pour les bois (inspection des forêts, abattage des bois, acheminement vers l'arsenal, gestion des stocks de bois, distribution vers les chantiers), les vivres (approvisionnement en nourriture, distribution à bord des navires en partance), etc.
Obtenir le grade de commissaire ordinaire, c'est atteindre le seuil d'une carrière honorable. Peu d'officiers atteignent ce grade en réalité. Même si les sources ont mieux conservé la trace des officiers gradés, cela ne doit pas nous induire en erreur. La proportion des commissaires est très faible sur le terrain. Ainsi pour l'année 1748, les commissaires ordinaires ne représentent que 7,2 % des effectifs administratifs à Toulon, 8,5 % à Rochefort et 9,5 % à Brest. À Rochefort, en 1744, la part était d'environ 10 %.

#### Les commissaires généraux
Le commissaire général est « placé sous les ordres directs de l’intendant et le suppléant en cas d’absence dans ses pouvoirs et fonctions, même ceux d’ordonnateur et de juge ». Il est un « adjoint » de l’intendant et non son « substitut » ; cependant « le poste de commissaire général est un passage obligé pour accéder à la gestion d’un port ». Au cours du XVIIe siècle, « les commissaires généraux furent amenés à se multiplier dans la marine. En 1620, ils n’étaient que deux…, puis trois en 1627 et trois encore en 1631 ». La tendance s’inverse au siècle suivant. L’édit d’avril 1716 établit dix-sept commissaires généraux dont deux pour le corps des galères. L’ordonnance de mars 1762 n’en mentionne plus que sept, et celle de 1765, six.
Lorsque l'activité d'un port n'est pas suffisamment importante, l'État ne place pas d'intendant mais simplement un commissaire général. Parfois même, lorsque l'intendant meurt au service, le pouvoir peut laisser passer un trimestre avant de nommer un remplaçant. En ce cas, le port est dirigé par le commissaire général. Ces délais permettent de faire des économies puisqu'un intendant est payé 12 000 livres par an contre 4 200 pour un commissaire général. Par trimestre, l'économie est de 2 600 livres (soit environ l'équivalent d'un montant annuel d'appointements d'un commissaire ordinaire à la haute paye).

De la même manière, un commissaire général mort en service n'est pas forcément remplacé par un officier de grade équivalent. Ainsi à Toulon en 1748: le commissaire général meurt au cours du troisième trimestre; au quatrième, il n'est pas remplacé mais l'effectif des commissaires ordinaires passe de 9 à 10 personnes. Ceci mène à la conclusion, que la fonction est indépendante du grade en certaines circonstances : un commissaire ordinaire peut faire fonction de commissaire général.

### Les intendants de la marine

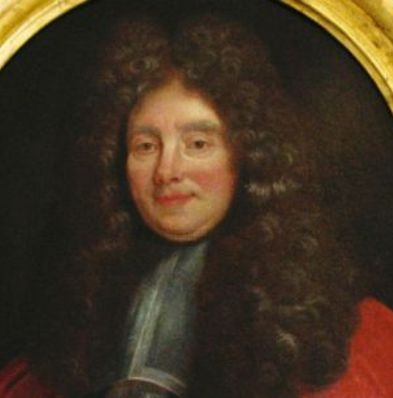
L'intendant de marine Michel Bégon s'illustre, dans les années 1660-1690, par son action pour construire et développer l'arsenal de Rochefort.

À partir de Colbert, les intendants sont nommés à titre permanent et surtout, la création de Richelieu est complétée par la mise en place d’intendants terriens assurant l’administration des ports et arsenaux du royaume. Ainsi, à la fin du XVIIe siècle, la marine compte cinq intendants à Toulon, Rochefort, Brest, Le Havre et Dunkerque. Ils sont régulièrement mutés, comme Pierre Arnoul, qui occupe successivement presque tous les postes possibles d'intendant de la marine.
L’intendant est le représentant de l’autorité du roi et sert d’interface entre le terrain et les bureaux centraux du ministère. Tout passe par lui ; il est chargé de la police, de la justice et des finances de son ressort. La police désigne à la fois le maintien de l’ordre dans l’arsenal, mais aussi l’administration en général. L’intendant doit veiller à ce qu’il n’y ait pas de rixes, de troubles ou de vols dans les magasins. « Le détournement des biens de l’État, l’emploi illicite de matières, en un mot la spoliation des deniers du roi. » sont une véritable hantise. Les entrepôts de bois posent doublement problème tant pour les risques d’incendie que pour les vols du combustible ou du matériau de construction. En 1744, l’intendant de Rochefort dispose de onze archers pour faire face à ces risques. Ils sont tous aux appointements de 360 livres tournois par an et vingt-deux années de service séparent le plus ancien du plus jeune. Les forces mises à la disposition de l’intendant sont d’autant moins considérables qu’elles se répartissent sur l’ensemble de son département de la façon suivante : six à Rochefort, deux à La Rochelle, deux puis un à Marennes et un aux Sables d’Olonne.
Concernant, l’administration générale, l’intendant rassemble toutes les informations des différents détails de son arsenal et des quartiers de son département, les expose au ministre dans des rapports, supervise les travaux de constructions, s’occupe de l’hôpital, gère son personnel (demandes de congé, recommandations dans un grade…), etc.
L’intendant possède également des pouvoirs de justice. Relèvent de sa compétence tous les délits « commis à l’intérieur de l’enceinte de l’arsenal, soit sur un territoire dépendant de la marine ou […] sur un bâtiment en mer ou en rade » ; mais encore « toute personne appartenant à la marine, [et tous] les officiers, soldats et matelots du port n’exerçant pas de fonction militaire et dépendant du commandant du port » ; et enfin « toutes causes touchant aux biens appartenant à la marine ou aux personnes employées par elle ». À titre d’exemple, nous disposons d’un procès-verbal dressé à l’encontre de l’officier Graton, commis des classes à l’île d’Yeu. Un commissaire des classes y est dépêché en 1765 par l’intendant Ruis-Embito pour « faire l’examen et veriffication de la Regie et comptabilité du Sr. Graton […] ainsi que de differentes plaintes portées contre luy par differents Maistres et habitants de la dite Isle à l’égard de plusieurs éffets qu’il a été exposé qu’il avoit exigé d’eux injustement ».
À côté de ces fonctions judiciaires, l’intendant doit enfin s’occuper de tout ce qui concerne les finances du port tant pour son approvisionnement que pour son fonctionnement. « Il ordonne l’emploi des fonds pour l’achat des marchandises et fournitures destinées à l’arsenal » de même qu’il « contrôle et vise l’ensemble des pièces comptables de son département, et arrête tous les comptes en fin de chaque année ».
Pour chacune de ses attributions, l’intendant délègue ses pouvoirs à des commissaires qui eux-mêmes s'appuient sur des écrivains, mais l’ensemble des informations converge vers lui. L'intendant est le pilier du système administratif mis en place par Colbert.

## Notices biographiques de quelques officiers de plume
- Pierre-Joseph Argoud
- Pierre Arnoul
- François de Beauharnais de la Boëche
- Michel Bégon
- Charles Colbert du Terron
- Jean-Louis Girardin de Vauvré
- François d'Usson de Bonrepaus
- Benoît Mottet de La Fontaine

## Sources et bibliographie
- G. Dagnaud, L’administration de la marine sous l’Ancien Régime, Paris-Nancy, 1913
- Francis Dumond, Une carrière de commissaire de la marine au XVIIIe siècle, François de Masgny, 1733-1800, Lyon, 1940contribution à l’étude de l’histoire du corps des officiers de plume
- Benoît-André Pedretti, Édification d’un État de marine ou la « Révolution » des Colbert (1661-1690), les administrateurs des marines marchande et militaire, 1995thèse de l’école des Chartes
- Marc Perrichet, « Plume ou épée : problèmes de carrière dans quelques familles d’officiers d’administration de la marine au XVIIIe siècle », Actes du 91e congrès national des sociétés savantes, t. II,‎ 1966, p. 145-181
- (en) James Pritchard, Louis XV’s navy (1748-1762) : A study of Organization and Administration, Kingston-Montréal, McGill-Queen’s University Press, 1987
- Michel Vergé-Franceschi, « Fortune et plantations des administrateurs coloniaux aux îles d'Amérique, aux XVIIe et XVIIIe siècles », Commerce et plantation dans la Caraïbe, XVIIIe – XIXe siècles, Bordeaux,‎ 1992, p. 115-143Actes du colloque de Bordeaux III
- Michel Vergé-Franceschi, Les officiers généraux de la marine royale (1715-1774), vol. 1 : Origines, conditions, services, Librairie de l'Inde, 1990, 383 p. (ISBN 2905455047)
- Michel Vergé-Franceschi, Dictionnaire d'histoire maritime, t. II, éditions Robert Laffont, coll. « Bouquins », 2002

Sur la période de Louis XIII et de Richelieu
- François Bluche (dir.), Dictionnaire du Grand Siècle, Paris, Fayard, 2005 (1re éd. 1990)
- Pierre Castagnos, Richelieu face à la mer, Rennes, Ouest-France université, 1989
- Françoise Hildesheimer, Le Testament politique de Richelieu, Paris, Honoré Champion, 1995
- Michel Vergé-Franceschi, Chronique maritime de la France d'Ancien Régime (1492-1792), Paris, SEDES, 1998